# Dijabetesna autonomna neuropatija
Dijabetesna autonomna neuropatija (akronim DAN od engl. reči Diabetic autonomic neuropathy) je najmanje prepoznata i shvaćena komplikacija šečerne bolesti, uprkos značajnom  uticaju  na preživljavanje i  kvalitet  života  kod  ljudi  sa  dijabetesom.  Komplikacija može da zahvati bilo koji organ u telu, smanji sposobnost bolesnika za sprovođenje  aktivnosti dnevnog i kvalitet života i poveća rizik od smrti.
Ova komplikacija šećerne bolesti ostaje često dugo neprepoznata. Terapija je simptomatska, a rana detekcija i kontrola šećerne bolesti, kao i koegzistirajućih riziko-faktora za nastanak neuropatije,
može sprečiti, usporiti ili odložiti nastanak dijabetesne neuropatije, uključujući i dijabetesnu autonomnu neuropatiju.

## Osnovne informacije
Najvažniji faktori koji uzrokuju dijabetesnu autonomnu neuropatiju su:
- loša kontrola glikemije,
- dugo trajanje šećerne bolesti,
- poznije godine života,
- ženski pol i
- viši indeks telesne mase.

Mortalitet u roku od 5 do 10 godina od postavljene dijagnoze dijabetesne autonomne neuropatije je visok i kreće se od 25% do 50% kod bolesnik, koji umirer sa znacima simptomatske autonomne disfunkcijom. Petogodišnja smrtnost kod bolesnika je tri puta viša nego kod pacijenata bez autonomnog poremećaja. Vodeći uzroci smrti kod bolesnika sa simptomatskom ili asimptomatskom autonomnom neuropatijom su srčane bolesti i nefropatija. 
Autonomna neuropatija je takođe važan  faktor rizika za cerebrovaskularni inzult.

## Patogeneza
Dijabetesna neuropatije uključuju brojne etiološke faktore uključujući:
- metabolički inzult nervnih vlakana,
- neurovaskularnu insuficijenciju,
- autoimuno oštećenje i
- deficijenciju neurohumoralnog faktora rasta.

Hiperglikemična aktivacija puteva poliola dovodi do akumulacije sorbitola i potencijalne promene odnosa NAD i NADH, što može uzrokovati direktno oštećenje neurona i/ili opadanje kapilarne cirkulacije u nervu. Aktivacija protein kinaze C indukuje vazokonstrikciju i redukuje neuronalni kapilarni protok.
Porast oksidativnog stresa sa porastom produkcije slobodnih radikala uzrokuje oštećenje endotela kapilara i redukuje bioraspoloživost azot oksida (NO). Ekscesivna produkcija NO može dovesti do formiranja peroksinitrita i oštetiti endotel i neurone - to je proces poznat pod nazivom nitrozativni stres.
Pored navedenog u patogenezi dijabetesne autonomne neuropatije važnu ulogu imaju  imuni mehanizmi:
- smanjenje neurotropnog faktora rasta,
- deficijencija esencijalnih masnih kiselina.

Rezultat ovih multifaktorskih procesa može biti ćelijska nekroza i aktivacija gena uključenih u neuronalno oštećenje.

## Klinička slika
Ratvijeni klinički simptomi autonomne neuropatije u osnovi se ne javljaju dugo nakon pojave šećerne bolesti, ali se zato subklinička autonomna disfunkcija, javiti unutar jedne godine od dijagnoze šećerne bolesti tipa 2 i unutar dve godine kod tipa 1 dijabetesa.
| Kardiovaskularne   | - Tahikadija, intolerancija fizičkog napora — rani je znak. Uzrokovano je smanjenjem simpatičkog i parasimpatičkog odgovora koji normalno povećavaju kardijalni output i preusmeravaju perifernu krvnu cirkulaciju do skeletnih mišića. Takođe zbog smanjenja ejekcione frakcije, sistolne disfunkcije i smanjenja dijastolnog punjenja - Kardijalna denervacija, bezbolni infarkt miokarda - Ortostatska hipotenzija |
| Gastrointestinalne | - Ezofagealna disfunkcija — poremećaji ezofagealnog motiliteta kao što su disfagija, retrosternalna nalagodnost, žgaravica nisu česti kod dijabetičara. - Dijabetesna gastropareza - Dijareja — javlaj se 20% bolesnika. Simptomi su intermitentni od nekoliko sati do nekoliko dana. Noćna dijareja i fekalna inkontinencija su česti. Može biti rezultat intestestinalnog ipermotiliteta uzrokovanog smanjenjem simpatičke inhibicije. Hipomotilitet je posledica pankreasne disfunkcije, takođe i steatoreja. - Konstipacija — - najčešća komplikacija, javlja se kod skoro 60% dijabetičara. Može biti udružena sa atonijom debelog creva i rektuma i ponekad sa megakolonom. Može se smenjivati sa epizodama dijareje. - Fekalna inkontinencija |
| Genitourinarne     | - Erektilna disfunkcija — prevalenca oko 50%. - Retrogradna ejakulacija - Seksualna disfunkcija kod žena - Cistopatija — neurogena bešika - kod 37 do 50%. - Neurogena bešika |
| Neurovaskularne    | - Poremećaj krvnog protoka u koži - Intolerancija toplote - Gustatorno znojenje - Suva koža |
| Metaboličke        | - Nepredvidljive hipoglikemije - Sa hipoglikemijom udruženi autonomni poremećaji |
| Pupilarne          | - Smanjeni dijametar zenice adaptirane na tamu - Argyll –Robertson tip zenice |

## Dijagnostički testovi za kardiovaskularnu autonomnu neuropatiju[2]
| Test                                                     | Parametri posmatranja |
| -------------------------------------------------------- | --- |
| Srčana frekvenca u miru                                  | - > 100 otkucaja/min je patološki |
| Varijacija srčane frekvence                              | - Kada pacijent legne na leđa i diše 6 puta u minuti, razlika u srčanoj frekvenci manje od 10 otkucaja/min je patološka R-R inspiracija/R-R ekspiracija >1,17 - patološki |
| Srčana frekvenca kao odgovor na stajanje                 | - Tokom stalnog EKG monitoringa, R-R interval se meri između 15 i 30 otkucaja nakon ustajanja. Normalno, tahikardija je praćena refleksnom bradikardijom. - 0:15 >1.03 je normalno |
| Srčana frekvenca kao odgovor na Valsalva manevar         | - Pacijent forsirano izdahne u usni deo manometra, vršeći pritisak od 40 mmHg za 15 sekundi - Odnos od najdužeg do najkraćeg R-R intervala manje od 1,2 je patološki |
| Sistolni krvni pritisak - odgovor na stajanje            | - Meri se kada pacijent leži i 2 minuta nakon ustajanja - Pad od više od 30 mmHg je patološki - Pad od 10 do 29 mmHg je granični |
| Dijastolni krvni pritisak - odgovor na izometričke vežbe | - Pacijent stiska rukom dinamometar do maksimuma. - Stisak zatim održava na 30% od maksimuma tokom 5 min. - Porast dijastolnog pritiska manje od 16 mmHg u suprotnoj ruci je patološki |
| EKG                                                      | - QTc (korigovani QT interval na EKG-u) treba da bude manji od 440 ms - Sniženje pika jako niske frekvence kao i pika niske frekvence - simpatička disfunkcija - Sniženje pika visoke frekvence - parasimpatička disfunkcija - Sniženje odnosa niske frekvence/visoke frekvence - simpatički disbalans |
| Neurovaskularni protok                                   | - Neinvazivno laser Doppler merenje perifernog simpatetičkog odgovora na nocicepciju |

## Diferencijalna dijagnoza[2]
| Poremećaj                                 | Znaci i siptomi |
| ----------------------------------------- | --- |
| Kardiovaskularni poremećaji               | - Idiopatska ortostatska hipotenzija, MSA sa parkinsonizmom, ortostatska tahikardija, hiperadrenergična hipotenzija - Shy- Drager sindrom - Panhypopituitarizam - Feohromocitom - Hipovolemija - Kongestivna bolest srca - Karcinoidni sindrom |
| Gastrointestinalni poremećaji             | - Opstrukcije - Bezoari - Sekretorna dijareja (endokrini tumori) - Bilijarne bolesti - Psihogeno povraćanje - Lekovi |
| Genitourinarni                            | - Genitalna i pelvična hirurgija - Aterosklerotske vaskularne bolesti - Lekovi - Alkoholni abusus |
| Ostali uzroci neurovaskularne disfunkcije | - Chagas-ova bolest, amiloidoza, arsenik |
| Metabolički                               | - Ostali uzroci hipoglikemije, intenzivna glikemička kontrola i lekovi koji mogu maskirati hipoglikemiju |

## Terapija
Terapija autonomne neuropatije može popraviti simptome gastropareze:
- izmenama dijetetskog režima
- primenom prokinetika kao što su metoklopramid ili eritromicin.

Terapija erektilne disfunkcije obuhvata primenu inhibitora fosfodiesteraze tip 5 (PDE5), primenu prostaglandina intrakorporealno ili intraureteralno, primenu vakuum aparata ili penilnih proteza. Ukoliko nema kontraindikacija PDE5 inhibitor bi trebalo koristiti kao prvu liniju terapije muskaraca sa dijabetesnom erektilnom disfunkcijom.  
pućivanje specijalisti za erektilnu disfunkciju treba razmotriti za eugonadne pacijente koji ne reaguju na PDE5 inhibitore, ili za pacijente kod kojih je primena PDE5 inhibitora
kontraindikovana. Kod muškaraca sa dijabetesnom ED koji ne reaguju na PDE5 therapiju trebalo bi
ispitati postojanje hipogonadizma. 
Muškarce sa dijabetesom i erektilnom disfunkcijom koji žele potomstvo trebalo bi uputiti stručnjacima koji se bave problemom ejakulatorne disfunkcije.

## Literatura
- Vinik, A. I.; Maser, R. E.; Mitchell, B. D.; Freeman, R. (2003). „Diabetic autonomic neuropathy”. Diabetes Care. 26 (5): 1553—1579. PMID 12716821. doi:10.2337/diacare.26.5.1553..
- Maser, Raelene E.; Lenhard, James M.; Decherney, Stephen G. (2000). „Cardiovascular Autonomic Neuropathy”. Endocrinologist. 10: 27—33. doi:10.1097/00019616-200010010-00006..
- Ewing, D. J.; Clarke, B. F. (1986). „Diabetic autonomic neuropathy: Present insights and future prospects”. Diabetes Care. 9 (6): 648—665. PMID 3100258. S2CID 1762571. doi:10.2337/diacare.9.6.648.
- Vinik A, Erbas T, Pfeifer M, Feldman M, Feldman E, Stevens M, Russell J. Diabetic autonomic neuropathy. In: Porte D Jr, Sherwin RS, Baron A, eds. Ellenberg & Rifkin’s Diabetes Mellitus. 6th ed. New York, NY: McGraw-Hill. Porte D Jr, Sherwin RS, Baron A, ур. (2003). Ellenberg & Rifkin’s Diabetes Mellitus (6th изд.). New York, NY: McGraw-Hill. стр. 789—804.

## Spoljašnje veze
|  | Molimo Vas, obratite pažnju na važno upozorenje u vezi sa temama iz oblasti medicine (zdravlja). |